# ردود الفعل على الهجوم التركي 2019 على شمال شرق سوريا
فيما يلي قائمة بردود الفعل على الهجوم التركي عام 2019 على شمال شرق سوريا.

## ردود الفعل في تركيا
قبل يوم من العملية، صوتت جميع أحزاب المعارضة التركية باستثناء حزب الشعوب الديمقراطي على تمديد تفويض الاحتلال التركي لشمال سوريا. أعرب قادة أحزاب المعارضة، ميرال أكشينار (من حزب الخير)، وكمال قلجدار أوغلي (من حزب الشعب الجمهوري)، وتمل كاراملا أوغلو (من حزب السعادة)، وكذلك الشريك الحكومي الأصغر، زعيم حزب الحركة القومية دولت بهجلي، عن دعمهم للعملية العسكرية. تم إبلاغ أكشينار وقلجدار وبهجلي مباشرة بالعملية من قبل الرئيس التركي رجب طيب أردوغان فور إطلاقها. في 14 أكتوبر، زار وزير الدفاع الوطني التركي خلوصي آكار أحزاب المعارضة وأبلغهم بالعملية الجارية.
بعد بدء العملية، بدأ حزب الشعب الجمهوري المعارض في انتقاد تنفيذها. انتقد متحدث باسم حزب الشعب الجمهوري أردوغان «لقيادته [تركيا] إلى مستنقع الشرق الأوسط»، بينما انتقد زعيم حزب الشعب الجمهوري كمال قلجدار أوغلي الحكومة لفشلها في الرد على هجمات تويتر «المهينة» من إدارة ترامب. وتوحيد العالم ضده بـ«سياسة خارجية مغامرة».
في هذه الأثناء، في 15 أكتوبر، حثت زعيم حزب الخير ميرال أكشينار الحكومة على صنع السلام مع سوريا من خلال الحوار مع بشار الأسد.
لقد أدان حزب الشعوب الديمقراطي العملية منذ البداية، ووصفها بأنها «خطوة خطيرة وخاطئة للغاية»، مشيرًا إلى أن «تركيا تنجر إلى فخ خطير وعميق».
رفض أردوغان الانتقادات الدولية وقال في إشارة إلى التدخل بقيادة السعودية في اليمن: «دعني أبدأ بالسعودية. انظر في المرآة أولًا... ألم يموت عشرات الآلاف في اليمن؟» كما وصف الرئيس المصري عبد الفتاح السيسي بـ«قاتل الديمقراطية» بعد أن وصفت وزارة الخارجية المصرية الهجوم بأنه «غزو».

### الجماعات والمنظمات الدينية
- أيدت بطريركية القسطنطينية الأرمينية العملية: "ندعو الله أن تستمر عملية نبع السلام، التي تهدف إلى إنهاء الإرهاب وضمان أمن الحدود، بما يتوافق مع هدفها وإحلال السلام والأمن في أسرع وقت ممكن... لدينا دائمًا صلاة في كنيستنا من أجل الجيش وبقاء بلدنا.[10]
- أعلنت الجالية اليهودية في تركيا دعمها للعملية على موقع تويتر. وقالوا: «نتمنى التوفيق في مكافحة الإرهاب ضد دولتنا وجيشنا المجيد».[11]
- قال المحفل الكبير للبنائين الأحرار والمقبولين في تركيا في بيان مكتوب: «بصفتنا المحفل الكبير للماسونيين الأحرار والمقبولين في تركيا، نتمنى أن تنجح القوات المسلحة التركية في عملية نبع السلام في شمال شرق سوريا، ضد العناصر الإرهابية التي تهدد بقاء بلدنا. ونأمل أن يعود جنودنا الأبطال بنجاح إلى بلادنا».[12]
- في 20 أكتوبر 2019، اجتمع ممثلو مؤسسة السريان الكاثوليك والكنيسة السريانية الكاثوليكية والكنيسة السريانية الأرثوذكسية، وبطريركية الروم الأرثوذكس، والبطريركية الأرمنية في تركيا، والطائفة الكلدانية الكاثوليكية، والجالية اليهودية في دير الزعفران في احتفال ديني لدعم عملية نبع السلام.[13]

## ردود الفعل في سوريا
- أدانت الحكومة السورية بشدة الهجوم التركي ووصفته بأنه «انتهاك مشين للقانون الدولي وقرارات الأمم المتحدة التي تحترم سيادة سوريا وسلامتها الإقليمية».[14]
- قال متحدث باسم قوات سوريا الديمقراطية لقناة الجزيرة بخصوص الهجوم، إن «التهديدات التي وجهتها تركيا بمهاجمة المنطقة ليست جديدة، لقد فعلوا ذلك باستمرار منذ سنوات. ونحن كقوات سوريا الديمقراطية نأخذ الأمر بعين الاعتبار ومستعدون تمامًا للرد بضراوة على أي هجوم وشيك على الأراضي السورية».[15]
  -  استنكر لواء الشمال الديمقراطي الغزو ووصفه بمحاولة تركية لترسيخ جماعة الإخوان المسلمين «الإرهابية» كقوة حاكمة في شمال سوريا.[16]
- المعارضة السورية
  - دعمت الحكومة السورية المؤقتة بقوة العملية العسكرية التركية.[17]
    -  قال المجلس السوري التركماني: «نتيجة الإبادة وحركة النفي من التنظيم الإرهابي، فقد أصيب الوجود التركماني شرق الفرات بشكل خطير». وأكد البيان أيضا أن العملية كانت بمثابة «تدخل إلزامي وشرعي».[18]

  -  صرح زعيم هيئة تحرير الشام، أبو محمد الجولاني، قبل بدء الهجوم بأنه سيدعم عملية عسكرية تركية في شمال سوريا ضد حزب العمال الكردستاني، وأنهم أعداء لـ«حزب العمال الكردستاني». والثورة السورية.[19] ومع ذلك، قال مقاتلو هيئة تحرير الشام إنهم قلقون من أن العملية قد تتيح إطلاق سراح مقاتلي تنظيم الدولة الإسلامية وعائلاتهم من معسكرات الاعتقال والسجون التابعة لقوات سوريا الديمقراطية، وأنهم سوف يفرون إلى المناطق التي تسيطر عليها هيئة تحرير الشام في إدلب لتنفيذ الهجمات.[20]
  - جادل رجل الدين الجهادي المؤثر أبو أنس المصري، المقيم في محافظة إدلب، بأن العملية التركية كانت لصالح المتمردين في إدلب بشكل عام، لأنها ستأخذ انتباه تركيا بعيدًا عن المنطقة، وتضعف النفوذ الأمريكي في الشرق الأوسط، وستؤدي إلى جعل فصيلين مناهضين للجهاديين (تركيا وقوات سوريا الديمقراطية) يؤذيان بعضهما البعض، وقد اعترض على مساعدة الثوار في إدلب للهجوم، إذ يعتبر أردوغان مرتدًا وعدوًا للشعب السوري.[21]

### الجماعات والمنظمات الدينية
- قال رئيس أساقفة حلب للروم الملكيين الكاثوليك جان كليمان جانبارت، إن الهجوم التركي «مصدر آخر للعنف كنا نفضل الاستغناء عنه». قال جانبارت إن هذا أمر مقلق لأنه سيؤدي في الواقع إلى إنشاء جيب خارج الحدود الإقليمية داخل دولة أخرى.[22]

## ردود الفعل الدولية

### فوق الوطنية
- جامعة الدول العربية وصف الأمين العام أحمد أبو الغيط الهجوم بأنه «انتهاك صارخ لسيادة سوريا». اجتمعت جامعة الدول العربية في القاهرة في 12 أكتوبر 2019 لمناقشة تصرفات تركيا.[23] عند الاجتماع، صوتت الدول الأعضاء فيها لإدانة الهجوم التركي، ووصفته بأنه «غزو» و«عدوان» ضد دولة عربية، مضيفين أن المنظمة تعتبره انتهاكًا للقانون الدولي، وهو ما اعتبرته ضرورة لجذب الرفض الدولي.[24][25]
- الاتحاد الأوروبي - في 8 أكتوبر 2019، قال المفوض الأوروبي لشؤون الهجرة ديميتريس افراموبولوس إن «الاتحاد الأوروبي لا يزال ملتزمًا بوحدة وسيادة وسلامة أراضي الدولة السورية».[26] أصدرت الممثلة السامية فيديريكا موغيريني إعلانًا نيابةً عن الاتحاد الأوروبي في 9 أكتوبر 2019 جاء فيه: «في ضوء العملية العسكرية التركية في شمال شرق سوريا، يؤكد الاتحاد الأوروبي مجددًا أن الحل المستدام للصراع السوري لا يمكن تحقيقه عسكريًا. يطالب الاتحاد الأوروبي تركيا بوقف العمل العسكري الانفرادي».[27] وبخ رئيس المجلس الأوروبي دونالد توسك الرئيس التركي رجب طيب أردوغان لتهديده بإرسال ملايين اللاجئين السوريين إلى أوروبا وهاجم العملية التركية في شمال سوريا على أنها تزعزع استقرار المنطقة، والتي يجب أن تتوقف.[28] في 11 أكتوبر، بدأ الاتحاد الأوروبي مناقشة العقوبات المحتملة وحظر الأسلحة على تركيا.[29][30] في 14 أكتوبر، تبنت الدول الأعضاء في الاتحاد الأوروبي بالإجماع قرارًا «يدين بعبارات قوية» الهجوم العسكري التركي والتزم بوقف صادرات الأسلحة إلى تركيا من خلال الالتزام بـ«مواقف تصدير وطنية قوية»، لكنه لم يصل إلى حد فرض حظر أسلحة إلزامي على تركيا على نطاق الاتحاد الأوروبي، وذلك «لتجنب وضع إطار عمل للاتحاد الأوروبي على أعضاء الناتو».[31][32][33]
- حلف شمال الأطلسي قال الأمين العام ينس ستولتنبرغ، إن تركيا «في طليعة الأزمة ولديها مخاوف أمنية مشروعة»، بعد أن عانت من هجمات إرهابية واستضافت ملايين اللاجئين. وأضاف أن السلطات التركية أبلغت الناتو بالعمليات الجارية في شمال سوريا. كما أضاف: «من المهم تجنب الأعمال التي قد تزيد من زعزعة الاستقرار في المنطقة وتصعيد التوترات وتسبب المزيد من المعاناة الإنسانية». ودعا تركيا إلى «ضبط النفس» وقال إنه لا ينبغي تعريض المكاسب التي تحققت ضد تنظيم الدولة الإسلامية للخطر.[34]
- منظمة الدول التركية - في إعلان مشترك صادر عن أعضاء المجلس الخمسة (أذربيجان وكازاخستان وقيرغيزستان وتركيا وأوزبكستان) ودولتان مراقبتان (المجر وتركمانستان)، أعرب المجلس التركي عن دعمه القوي للعملية. «أعرب القادة عن أملهم وإيمانهم بأن عملية نبع السلام التركية ستسهم في محاربة الإرهاب، وضمان وحدة أراضي سوريا، وتحرير السوريين المحليين من قمع الإرهابيين، وتهيئة الظروف لعودة آمنة وطوعية للنازحين السوريين إلى وطنهم». جاء ذلك في إعلان القمة السابعة للمجلس التركي.[35][36]
- الأمم المتحدة - حذرت الأمم المتحدة من الهجوم داعيةً إلى حماية المدنيين. وعلق بانوس مومتزيس، منسق الأمم المتحدة الإقليمي للشؤون الإنسانية لسوريا، قائلًا: «أي عملية (عسكرية) تحدث في الوقت الحالي يجب أن تَأخذ في الاعتبار ضمان عدم حدوث أي نزوح إضافي».[37] أعرب أمين عام الأمم المتحدة أنطونيو غوتيريش عن «قلقه العميق» إزاء تصاعد العنف في سوريا بعد يوم من شن تركيا هجومًا على المناطق التي يسيطر عليها الأكراد. وقال إن أي حل للصراع يجب أن يحترم سيادة الأرض ووحدة سوريا.[38][39]
  - مجلس الأمن التابع: استخدمت روسيا والولايات المتحدة حق النقض ضد بيان قدمته خمس دول أوروبية (بلجيكا وفرنسا وألمانيا وبولندا والمملكة المتحدة) يدين تصرفات تركيا في سوريا خلال اجتماع مغلق. كما دعا البيان تركيا إلى «وقف العمل العسكري الأحادي الجانب»، زاعمًا أن العملية تهدد التقدم ضد تنظيم الدولة الإسلامية.[40]

### الدول الأعضاء في الأمم المتحدة
- ردود الفعل الدولية على عملية تركيا 2019 في شمال سوريا.
- تركيا
- أدان ونفذ العقوبات أو قيّد التصدير
- أدانت أو رفضت
- حث تركيا على التوقف أو ضبط النفس
- أيدت
- حياد صوتي، بيان غامض أو قلق عام

- الجزائر – أعربت الجزائر عن رفضها للعملية العسكرية التركية في شمال سوريا وجددت دعمها «الكامل» لسيادة سوريا وسلامتها الإقليمية.[41]
- أرمينيا – نشرت وزارة الخارجية بيانًا يدين «الغزو العسكري التركي لشمال شرق سوريا، والذي سيؤدي إلى تدهور الأمن الإقليمي، وخسائر في صفوف المدنيين، ونزوح جماعي، وفي النهاية أزمة إنسانية جديدة. ستشكل محنة الأقليات العرقية والدينية مصدر قلق خاص. هذا الغزو العسكري يخلق أيضًا تهديدًا وشيكًا بالانتهاكات الجسيمة والواسعة النطاق لحقوق الإنسان على أساس الهوية».[42] قال رئيس الوزراء نيكول باشينيان خلال اجتماع لمجلس الوزراء إن أرمينيا تدين غزو القوات المسلحة التركية لسوريا.[43]
- النمسا - مع تجنبها في البداية الإدلاء ببيان بشأن الهجوم، قررت النمسا دعم حظر توريد الأسلحة إلى تركيا في 14 أكتوبر، بعد اعتماد الموقف المشترك للاتحاد الأوروبي.[31]
- أستراليا – ذكر رئيس الوزراء سكوت موريسون ذكر أنه كان قلقًا على سلامة الأكراد الذين يعيشون في المنطقة وخشي أيضًا من أن الهجوم قد يؤدي إلى عودة ظهور تنظيم الدولة الإسلامية. كما أدان تركيا بسبب الغزو.[23][44]
- أذربيجان – ذكرت وزارة الخارجية في بيان مكتوب أن الهجوم التركي على شمال شرق سوريا سيقضي على مخاطر الإرهاب المتصورة من قبل الحكومة الأذربيجانية، وسيساهم في عودة اللاجئين إلى ديارهم، وحل المشاكل الإنسانية وتوفير السلام والاستقرار ضمن وحدة أراضي سوريا.[45]
- البحرين – أدانت وزارة الخارجية بشدة الهجوم العسكري التركي على مناطق شمال شرق سوريا.
- بلجيكا – أدانت الحكومة البلجيكية العملية العسكرية التركية ودعت تركيا إلى وقفها فورًا. وأضافت أنها ترى أن التدخل العسكري التركي يهدد «العملية السياسية الهشة» في سوريا، فضلًا عن تهديد الاستقرار الإقليمي.[46] قررت بلجيكا في وقت لاحق تنفيذ حظر الأسلحة على تركيا.
- بلغاريا – حث رئيس الوزراء بويكو بوريسوف بروكسل في البداية على وقف انتقاداتها لتركيا،[47] مضيفًا أن «علاقات بلغاريا مع تركيا تتسم بحسن الجوار».[48] بعد عدة أيام في 15 أكتوبر، دعت بلغاريا إلى إنهاء العملية لصالح حل دبلوماسي.[49]
- كندا – في 9 أكتوبر 2019، ذكرت وزيرة وزيرة الخارجية كريستيا فريلاند ذكرت على تويتر أن كندا «تدين بشدة التوغل العسكري التركي في سوريا اليوم».[50] في وقت لاحق، علقت كندا مبيعات الأسلحة الجديدة إلى تركيا.[51]
- الصين – صرح المتحدث باسم وزارة الخارجية الصينية أن الصين ترى أن «سيادة سوريا واستقلالها وسلامة أراضيها يجب احترامها والتمسك بها»، مشيرًا إلى أن العديد من الأطراف «أعربت عن مخاوفها» بشأن العملية العسكرية التركية وحث تركيا على «ممارسة ضبط النفس».[52]
- كوبا – ندد سفير كوبا في دمشق بالهجوم التركي، مؤكدًا أن بلاده تعارض «أي عدوان يستهدف سيادة سوريا واستقلالها وسلامة أراضيها».[53]
- قبرص – أدانت وزارة الخارجية بشدة غزو سوريا، معتبرًا أنه «انتهاك صارخ للقانون الدولي» وحث تركيا على الوقف الفوري لجميع الأنشطة العسكرية.[54]
- جمهورية التشيك – أعرب وزير الخارجية توماس بتريزيك أعرب عن معارضته للعملية التركية وقال إنها ستؤدي إلى تفاقم أوضاع المدنيين واللاجئين.[55] طبقت جمهورية التشيك لاحقًا قيود التصدير على تركيا من خلال الأمر بتعليق جميع تراخيص التصدير لجميع المنتجات العسكرية الموجهة للأمة.[56]
- الدنمارك – كتب وزير الخارجية جيب كوفود على تويتر أنه «قلق للغاية» بشأن الوضع واعتقد أن الهجوم «قرار مؤسف وخاطئ» من جانب تركيا، متخوفًا من أنه قد «يكون له عواقب وخيمة على المدنيين والقتال ضد تنظيم الدولة الإسلامية». في 10 أكتوبر، أدانت الدنمارك العملية.[57]
- مصر – أدانت وزارة الخارجية الهجوم التركي. كما دعت مجلس الأمن الدولي إلى وقف «أي محاولات لاحتلال الأراضي السورية» أو «تغيير التركيبة السكانية في شمال سوريا». بالإضافة إلى ذلك، دعت إلى اجتماع طارئ لجامعة الدول العربية.
- إستونيا – ذكر وزير الخارجية Urmas Reinsalu أنه يجب استخدام جميع القنوات الدبلوماسية للتأثير على تركيا في إيجاد حل سياسي.[58]
- فنلندا – أدانت فنلندا هجوم تركيا على سوريا وجمدت تراخيص تصدير الأسلحة إلى تركيا.[59]
- فرنسا – أدان وزير الخارجية جان إيف لودريان العملية التركية الأحادية الجانب في شمال شرق سوريا في 9 أكتوبر 2019، وأعلن أنها «تعرض للخطر الجهود الأمنية والإنسانية للتحالف المناهض لتنظيم الدولة الإسلامية وتشكل خطرًا على أمن الأوروبيين. ويجب أن تنتهي».[60] طالبت فرنسا وبريطانيا بعقد اجتماع لمجلس الأمن.[61] حذر رئيس فرنسا إيمانويل ماكرون وحذر من أن تركيا ستكون مسؤولة عن مساعدة تنظيم الدولة الإسلامية لإعادة إقامة الخلافة في سوريا حيث دعا تركيا إلى وقف هجومها العسكري على القوات الكردية شمال سوريا.[62] فرضت فرنسا لاحقًا قيودًا على تصدير الأسلحة إلى تركيا[63] وأعرب عن نيته في دعم حظر الأسلحة على نطاق الاتحاد الأوروبي على الأمة.[64]
- جورجيا – أعلن وزير الخارجية الجورجي ديفيد زلكلياني، «نحن ندرك مصلحة شريكنا الإستراتيجي تركيا في ضمان بيئة آمنة على طول حدودها. في الوقت نفسه، نحن مهتمون بالتوصل إلى اتفاق بين شركائنا الاستراتيجيين الرئيسيين - تركيا والولايات المتحدة - حيث سيوفر ذلك إلى حد كبير الأمن في المنطقة».[65]
- ألمانيا – أدان وزير الخارجية هايكو ماس الهجوم «بأقوى العبارات الممكنة» وحذر من أن الهجوم سيؤدي إلى مزيد من زعزعة الاستقرار في المنطقة ويمكن أن يؤدي إلى تنامي تنظيم الدولة الإسلامية.[66] حظرت ألمانيا صادرات الأسلحة إلى تركيا ردًا على الغزو.[67]
- اليونان – أدان وزير الخارجية نيكوس ديندياس الغزو التركي لسوريا، قائلًا إن «تركيا ترتكب خطأً كبيرًا». علاوة على ذلك، فقد صرح حول خطط تركيا لإنشاء منطقة آمنة في شمال سوريا لإعادة توطين المهاجرين الناطقين بالعربية، على حساب السكان الأكراد المحليين، بأنه «غير قانوني لأن إعادة توطين المهاجرين يجب أن تتوافق مع بعض المبادئ الأساسية: كن طوعا وكريما. [...] لذلك فإن ما تفعله تركيا يتعارض مع حقوق الإنسان».[68] كما ربط منسق الأمم المتحدة الإقليمي للشؤون الإنسانية للأزمة السورية، بانوس مومتزيس من اليونان، الهجوم التركي ضد الأكراد، بمذبحة سربرنيتسا، مما أثار ردود فعل قوية من أنقرة.[69][70]
- المجر – استخدمت المجر حق النقض ضد محاولة من جانب الدول الأعضاء في الاتحاد الأوروبي لإصدار تحذير بالإجماع ضد العملية مستشهدةً بأن «الدول لديها حقوق لحماية حدودها».[71][72] وافقت المجر أخيرًا على إعلان الاتحاد الأوروبي الذي يدين التدخل العسكري التركي في سوريا، والذي تم شرحه لاحقًا من قبل وزير خارجية المجر بيتر سيارتو كخطوة «لا تعطل وحدة مجموعة فيشغراد».[73] في وقت لاحق، أعلن وزير الخارجية المجري سيارتو دعمه والتزامه بخطط تركيا «لإعادة توطين 4 ملايين لاجئ يعيشون في تركيا في وطنهم».[74][75] وخلص سيارتو في دعمه إلى أن «الهجوم السوري هو مصلحة وطنية هنغارية»،[76] وأضاف أيضًا أن المجر ستكون سعيدة بالتعاون مع تركيا إذا أقامت تركيا منطقة آمنة.[77] وعدت المجر بتسهيل التكامل بين تركيا والاتحاد الأوروبي واستئناف المحادثات عندما تتولى زمام الأمور.[78]
- آيسلندا – أدانت آيسلندا بشدة «التحرك التركي ضد الأكراد» ودعت تركيا إلى إنهاء العملية.[79]
- الهند – أدانت الهند تركيا لتحركها العسكري الأحادي، مدعية أنها ستقوض الاستقرار الإقليمي ومكافحة الإرهاب. كما دعت الهند تركيا إلى ممارسة ضبط النفس واحترام سيادة سوريا وسلامتها الإقليمية.[80]
- إيران – أعرب وزير الخارجية محمد جواد ظريف عن معارضته للهجوم واعتبره انتهاكًا لسيادة سوريا.[81] لكن فيما يتعلق بالانسحاب الأمريكي من سوريا، علق ظريف قائلًا إن الولايات المتحدة كانت «محتلًا غير ذي صلة في سوريا»، وقال إن إيران ستكون على استعداد للتوسط في التوترات بين سوريا وتركيا.[بحاجة لمصدر] إضافة إلى ذلك، ألغى رئيس البرلمان الإيراني علي لاريجاني رحلته المقررة إلى تركيا.[82]
- العراق – أدان الرئيس برهم صالح العملية، مشيرًا إلى أن «التوغل العسكري التركي في سوريا هو تصعيد خطير سيسبب معاناة إنسانية لا توصف ويمكِّن الجماعات الإرهابية. ويجب على العالم أن يتحد لتفادي كارثة، ولتعزيز الحل السياسي لحقوق جميع السوريين بمن فيهم الأكراد، في السلام والكرامة والأمن».[83]
- أيرلندا – صرحت إيرلندا بأنه لا يمكن التغاضي عن العمل العسكري من جانب واحد وأعربت عن انزعاجها الشديد من العملية التركية.[84]
- Israel – أدان رئيس الوزراء بنيامين نتنياهو العملية وحذر من وقوع تطهير عرقي للكرد من قبل تركيا ووكلائها، وصرح بأن «إسرائيل مستعدة لتقديم مساعدات إنسانية للشعب الكردي الشجاع».[85]
- إيطاليا – صرح رئيس الوزراء جوزيبي كونتي أن الهجوم يعرض المدنيين في المنطقة للخطر ويزعزع استقرارها. أدان وزير الخارجية لويجي دي مايو العملية، معلنًا أن الهجوم على القوات الكردية في سوريا «غير مقبول» ودعا إلى وقف فوري للقتال.[86] انضمت إيطاليا إلى حظر الأسلحة المفروض على تركيا، مع كونها المورد الرئيسي للأسلحة لتركيا في الاتحاد الأوروبي.[87]
- اليابان – قال وزير الخارجية، موتيجي توشيميتسو، في بيان: «اليابان قلقة للغاية من أن العملية العسكرية الأخيرة ستزيد من صعوبة تسوية الأزمة السورية وتتسبب في مزيد من التدهور في الوضع الإنساني. تؤكد اليابان مرة أخرى موقفها بأن الأزمة السورية لا يمكن حلها بأي وسيلة عسكرية».[88]
- الأردن – حث الأردن تركيا على وقف الهجوم وحل جميع القضايا دبلوماسيًا.[89] وصرح وزير الخارجية الأردني في وقت لاحق أن المملكة تدين ما أسماه بـ«العدوان التركي على سوريا».[90]
- الكويت – أعربت الكويت عن قلقها إزاء تأثير الهجوم السلبي على السلام والاستقرار في المنطقة ودعت إلى ضبط النفس.
- لاتفيا – وصف وزير الخارجية اللاتفي Edgars Rinkēvičs العملية بأنها «مثيرة للقلق» وحث تركيا على وقف عمليتها من أجل حل سياسي.[91]
- لبنان – ندد لبنان بالعملية ودعا تركيا إلى إعادة التفكير في تحركها.[92]
- ليبيا – رفضت حكومة الوفاق الوطني التوقيع على مذكرة جامعة الدول العربية تدين العملية العسكرية في سوريا مع قطر.[93]
- ليختنشتاين – ردًا على الهجوم التركي، صرحت ليختنشتاين بأن «التفسيرات غير المنضبطة» لـالمادة 51 من قانون الأمم المتحدة تقوض الأمن والسلام.[94]
- ليتوانيا – وصف وزير الخارجية الليتواني لينا انتاناس ينكفيتشيوس العملية بأنها «مثيرة للقلق» وحث تركيا على إيجاد حل سياسي.[95]
- لوكسمبورغ – نددت لوكسمبورغ بالعملية ودعت تركيا إلى وقف أعمالها.[96]
- هولندا – كتب وزير الخارجية ستيف بلوك على تويتر أنه لا ينبغي لتركيا أن «تتبع المسار الذي اختارته»، مشيرًا إلى أن «العملية يمكن أن تؤدي إلى تدفقات جديدة من اللاجئين وتضر بالقتال ضد تنظيم الدولة الإسلامية والاستقرار في المنطقة». في 10 أكتوبر، أيدت أغلبية كبيرة من النواب الهولنديين فرض عقوبات على تركيا.[97][98]
- نيوزيلندا – ذكرت نيوزيلندا أنها تشعر بقلق بالغ إزاء الوضع وأن الهجوم التركي تسبب في مزيد من عدم الاستقرار وفاقم الوضع الإنساني في شمال شرق سوريا. علاوةً على ذلك، تم حث كلا الطرفين على التحلي بضبط النفس.[99]
- النرويج – دعت النرويج تركيا إلى إنهاء العملية واحترامها القانون الدولي.[100][101] كإجراء احترازي، علقت النرويج جميع الشحنات الجديدة من العتاد العسكري إلى تركيا، وهي عضو زميل في حلف شمال الأطلسي، مما يجعل هذا الإجراء الأول من نوعه من قبل دولة حليفة. قال وزير الخارجية النرويجي إين إريكسن سوريد أيضًا إن النرويج تراجع أيضًا جميع التراخيص السارية لتراخيص التصدير العسكرية ومتعددة الاستخدامات في تركيا.[102]
- باكستان – رحب المتحدث باسم وزارة الخارجية بالعملية، وقال: «إننا نقدر الدور الإيجابي لتركيا في إيجاد حل سياسي قابل للتطبيق للنزاع في سوريا. كما نعترف بالجهود الإنسانية لتركيا باستضافتها الكريمة لأكثر من 3.5 مليون لاجئ سوري. نحن ندرك مخاوف تركيا الأمنية المشروعة في المنطقة». أضاف أن باكستان وتركيا كانتا «ضحايا للإرهاب».[103][104] في 11 أكتوبر، اتصل رئيس وزراء باكستان عمران خان بالرئيس التركي رجب طيب أردوغان للتعبير عن تضامنه مع تركيا ودعمه لعمليتها العسكرية المستمرة في سوريا، وخلال المحادثة قال خان للرئيس التركي إن «باكستان تتفهم تمامًا مخاوف تركيا المتعلقة بالإرهاب» من بيان أصدره مكتب رئيس الوزراء.[105][106]
- فلسطين - لم تنضم فلسطين لجامعة الدول العربية في إدانة الهجوم.[107] لكن ندد مسؤول حركة فتح محمد دحلان بالعملية قائلًا «بأقوى العبارات ندين الغزو العسكري التركي للأرض العربية الشقيقة سوريا بذرائع واهية».[108]
- بولندا – ذكرت بولندا أنها تأمل في أن تنتهي العملية في أقرب وقت ممكن وتخشى من أن تؤدي إلى تدهور الوضع الإنساني في المنطقة.[109] كما أشارت بولندا لاحقًا إلى أنها تعتبر أي محاولات للتغيير الديموغرافي غير مقبولة وحثت تركيا على وقف الهجوم.[110]
- قطر – أعلنت قطر دعمها للعملية العسكرية التركية.[111] قال وزير الدفاع القطري إن عملية تركيا لا ترقى إلى «جريمة»، وأضاف: «إن تركيا تؤكد دائمًا على وحدة الأراضي السورية، وما تفعله تركيا للحفاظ على وحدة أراضي سوريا لم تفعله جامعة الدول العربية».[112]
- روسيا – الرئيس فلاديمير بوتين أعرب في البداية عن الحياد المقارن، مشيرًا إلى حق تركيا في الدفاع عن نفسها، لكنه دعا الجيوش الأجنبية بما وصفه بالوجود غير القانوني في سوريا إلى المغادرة.[113][114] في 15 أكتوبر، أعلن بوتين موقفًا أكثر صرامة، حيث شجب الغزو التركي ووصفه بأنه «غير مقبول» ونشر القوات الروسية في خط المواجهة.[115][116] في 13 نوفمبر، قال وزير الخارجية الروسي سيرجي لافروف إن الولايات المتحدة دفعت دول الخليج لتمويل إنشاء شبه دولة على نهر الفرات الشرقي.[117]
- سان مارينو – في الجمعية رقم 141 من الاتحاد البرلماني الدولي في بلغراد، صوتت سان مارينو للاقتراح الفرنسي الذي دعا إلى إنهاء الهجوم.[118]
- السعودية – استنكرت حكومة المملكة العربية السعودية، في بيان، تصرفات تركيا، قائلةً إن العملية «لها انعكاسات سلبية على أمن واستقرار المنطقة».[119] زعمت وزارة الخارجية السعودية أيضًا أن الهجوم يعد انتهاكًا لوحدة سوريا واستقلالها وسيادتها.[120]
- سلوفينيا – أعربت سلوفينيا عن قلقها العميق وحثت تركيا على وقف العملية وإيجاد حل سياسي.[121]
- السويد – ذكرت السويد أن العملية التركية تشكل تهديدًا للمنطقة والجهود الكردية ضد تنظيم الدولة الإسلامية.[122] في 10 أكتوبر، أدانت السويد الهجوم التركي ووصفته بأنه انتهاك للقانون الدولي واعتبرته مزعزعًا لاستقرار الوضع على الأرض ويخاطر بعواقب إنسانية خطيرة ودعت مجلس الأمن التابع للأمم المتحدة إلى التعامل مع هذه القضية.[123] نفذت السويد لاحقًا حظرًا على تصدير الأسلحة إلى تركيا وأعلنت خطتها للضغط من أجل حظر الأسلحة على نطاق الاتحاد الأوروبي أيضًا.
- سويسرا – شجبت سويسرا التدخل التركي ووصفته بأنه انتهاك للقانون الدولي.[124]
- إسبانيا - ومع التردد الأولي، قررت إسبانيا دعم حظر الأسلحة على تركيا في 14 أكتوبر.[33][125]
- تونس – دعت تونس إلى «الوقف الفوري للعمليات العسكرية التركية في شمال شرق سوريا لمنع مزيد من إراقة الدماء وحماية سيادة سوريا ووحدتها وسلامة أراضيها».[126]
- أوكرانيا – صرحت وزارة الخارجية الأوكرانية بأنها تتابع التطورات في شمال شرق سوريا وحثت تركيا على «اتخاذ قرارات تساهم في حل المشاكل الأمنية والإنسانية ضمن الإطار القانوني الدولي».[127]
- الإمارات العربية المتحدة – صرحت دولة الإمارات العربية المتحدة أنها تدين بأشد العبارات التدخلات والهجوم التركي في سوريا.
- المملكة المتحدة – في اتصال هاتفي مع الرئيس الأمريكي دونالد ترامب، وصف رئيس الوزراء بوريس جونسون الهجوم بأنه «غزو» وأعرب عن «قلقه الشديد».[128] قال وزير الخارجية دومينيك راب: «لدي مخاوف جدية بشأن العمل العسكري الأحادي الذي اتخذته تركيا. هذا يخاطر بزعزعة استقرار المنطقة، ويفاقم المعاناة الإنسانية، ويقوِّض التقدم المحرز ضد تنظيم الدولة الإسلامية الذي ينبغي أن يكون محور تركيزنا الجماعي».[129] قررت حكومة المملكة المتحدة لاحقًا إلغاء جميع تراخيص تصدير المعدات العسكرية، وكذلك تعليق إصدار تراخيص تصدير جديدة، إلى أن تخضع سياسة تصدير الأسلحة تجاه تركيا «للمراجعة».[130]
- الولايات المتحدة – ذكر الرئيس دونالد ترامب أن "الولايات المتحدة لا تؤيد هذا الهجوم وأوضحت لتركيا أن هذه العملية فكرة سيئة".[131] هدد ترامب بتدمير اقتصاد تركيا إذا فعلت "أي شيء أعتبره، بحكمتي العظيمة التي لا مثيل لها، خارج الحدود".[132] ومع ذلك، دافع ترامب عن قراره بسحب القوات الأمريكية، بحجة أن الأكراد "لم يساعدونا في الحرب العالمية الثانية، ولا في عملية أوفرلورد كمثال".[133] وقال ترامب أيضًا: "التحالفات سهلة للغاية. لكن تحالفاتنا استغلتنا". نفى وزير الخارجية مايك بومبيو أن تكون الولايات المتحدة قد أعطت "الضوء الأخضر" لتركيا لمهاجمة الأكراد. ومع ذلك دافع بومبيو عن العمل العسكري التركي، مشيرًا إلى أن تركيا لديها "قلق أمني مشروع" مع "تهديد إرهابي لجنوبها".[134] حذر السيناتور ليندسي غراهام من أنه "سيفرض عقوبات من الحزبين على تركيا إذا غزت سوريا". وقال انه سيطالب أيضًا "بوقفهم من حلف شمال الأطلسي إذا هاجموا القوات الكردية التي ساعدت الولايات المتحدة في تدمير خلافة تنظيم الدولة الإسلامية".[135] تم إدخال تشريع من الحزبين في مجلس الشيوخ الأمريكي لمعاقبة تركيا،[136] وكذلك في مجلس النواب.[137] في وقت متأخر من يوم 14، أعلنت الحكومة الأمريكية عقوبات "شديدة للغاية" ضد وزارتي الدفاع والداخلية والطاقة التركية، وهي خطوة قال وزير الخزانة الأمريكي منوتشين إنه سيكون لها تأثير "شديد" على الاقتصاد التركي. كما استنكر البيان الأمريكي الذي أدلى به منوشين ونائب الرئيس بنس الحكومة التركية ل "تعريض المدنيين الأبرياء للخطر وزعزعة استقرار المنطقة، بما في ذلك تقويض حملة دحر تنظيم الدولة الإسلامية"، وقال إن الولايات المتحدة لم تعط "الضوء الأخضر" للتدخل، والغزو التركي الكامل، وحذر من أن العقوبات ستستمر وستتفاقم حتى تتبنى تركيا وقفًا فوريًا لإطلاق النار".[138] يوم الاثنين، ذكرت نيويورك تايمز والغارديان أن مسؤولي الناتو كانوا يناقشون إزالة أحادية الجانب للترسانة النووية الأمريكية المتمركزة في انجرليك.[139]

### الدول غير المعترف بها أو المعترف بها جزئيًا
- قبرص الشمالية – عارض رئيس شمال قبرص، مصطفى أقينجي، العملية التركية في سوريا، قائلًا: «ومع تدخل تركيا في ذلك الوقت كانت ما أطلقنا عليه» عملية السلام«حربًا سفكت فيها الدماء. والآن، ومع أننا نسميها» نبع السلام«، فهي ليست سفكًا للماء، بل للدماء. هذا هو سبب أمنيتي الأكبر في أن يبدأ الحوار والدبلوماسية في أسرع وقت ممكن.»[140][141] وهو ما استدعى الإدانة من الرئيس التركي رجب طيب أردوغان وونائب الرئيس فؤاد أقطاي، مع التصريح التالي: «أدين أكينجي الذي يتجاهل حقيقة أن عملية نبع السلام تجري ضد منظمة إرهابية دموية هي حزب العمال الكردستاني / حزب الاتحاد الديمقراطي من أجل استقرار المنطقة.»[142] ومن ناحية أخرى- أظهر رئيس وزراء قبرص الشمالية إرسين تاتار دعمه للعملية وقال أن القبارصة الأتراك دائمًا إلى جانب تركيا.[143] في 17 أكتوبر، قال وزير الخارجية ونائب رئيس الوزراء Kudret Özersay: «أود أن أؤكد مرة أخرى أن حكومتي وشعبي يدعمان بشكل كامل وتام جمهورية تركيا وأمتنا في حربهما المشروعة ضد الإرهاب. لا أحد يشك في ذلك».[144]

### الحكومات الإقليمية
- فلاندرز – وزير رئيس فلاندرز جان جامبون دعا أوروبا إلى معاقبة تركيا.[145]
- كردستان العراق – إقليم كردستان العراق المتمتع بالحكم الذاتي أعرب عن قلقه العميق ودعا تركيا إلى «تجنب أي مبادرة من شأنها تقويض التقدم المحرز ضد تنظيم الدولة الإسلامية».[146] في 8 أكتوبر 2019، وبعد لقاء بين رئيس حكومة إقليم كردستان نيجيرفان بارزاني ووزير خارجية روسيا سيرغي لافروف، طالب بارزاني روسيا بالتدخل لمنع دخول القوات التركية إلى مناطق سيطرة قوات سوريا الديمقراطية.[147] ومع ذلك، في وقت لاحق في نوفمبر 2019، صرح بارزاني أنه من وجهة نظره ليس لتركيا مشكلة مع الأكراد السوريين، بل فقط مع حزب العمال الكردستاني.[148]
- إسكتلندا – الوزير الأول لاسكتلندا، نيكولا ستارجن أعرب عن مخاوف في البرلمان الاسكتلندي قائلًا «أقول بوضوح شديد وبقوة إنني والحكومة الاسكتلندية قلقون للغاية ونعارض بشدة العمل العسكري التركي الأحادي في شمال سوريا.»[149]

### المنظمات
- منظمة العفو الدولية - قال بيان صادر عن منظمة العفو الدولية إن الهجوم العسكري التركي في شمال شرق سوريا يخاطر بعواقب إنسانية مدمرة ويزيد من زعزعة الاستقرار في المنطقة. ستؤثر الأعمال العدائية وتحد من الوصول إلى المساعدات الإنسانية مما يدفع السكان المدنيين إلى حافة الهاوية، كما أن انتقاد العمليات العسكرية التركية واستهداف الصحفيين ومستخدمي وسائل التواصل الاجتماعي بالتهديد بالاحتجاز والمحاكمات الجنائية أمر غير مقبول. تنتهك هذه الحملة القمعية التزامات تركيا بموجب القانون الدولي لحقوق الإنسان.[150]
- جددت منظمة مراقبة الإبادة الجماعية، العضو والمنسق الحالي في التحالف ضد الإبادة الجماعية، إنذار الإبادة الجماعية لأن جميع مراحل عملية الإبادة الجماعية التي حددها غريغوري ستانتون متقدمة للغاية، وذكرت أن تركيا تخطط لإبادة جماعية وجرائم ضد الإنسانية في شمال شرق سوريا. كما أشارت إلى أن 100 ألف مسيحي يعيشون في المنطقة التي ستغزوها تركيا، وأن تركيا وسابقتها، الإمبراطورية العثمانية، لها تاريخ طويل من الإبادة الجماعية ضد المسيحيين.[151]
- هيومن رايتس ووتش - قال كينيث روث، المدير التنفيذي لهيومن رايتس ووتش، إن تركيا وحلفاءها قاموا في السابق بقتل والاعتقال التعسفي وتشريد مدنيين بشكل غير قانوني. هذه العملية العسكرية تخاطر بتكرار هذه الانتهاكات ما لم يتخذوا خطوات الآن.[152] كما ذكر تقرير لمنظمة هيومان رايتس ووتش أن خطة تركيا لإنشاء «منطقة آمنة» بطول 32 كيلومترًا في سوريا حيث يمكن أن تنقل مليون لاجئ سوري هي خطة مضللة وخطيرة ومحكوم عليها بالفشل. يمكن أن تؤدي العمليات العسكرية التركية في شمال شرق سوريا أيضًا إلى تهجير المدنيين الذين يعيشون هناك حاليًا وتعريض أي لاجئين ينتقلون إلى المنطقة للخطر.[153]
- لجنة الإنقاذ الدولية - ذكرت لجنة الإنقاذ الدولية أنها تشعر بقلق عميق بشأن حياة مليوني مدني معرضين للخطر - نجا العديد منهم بالفعل من وحشية تنظيم الدولة الإسلامية والتهجير المتكرر. يمكن لهجوم عسكري من قبل تركيا أن يؤدي إلى نزوح 300,000 شخص وقطع الخدمات الإنسانية المنقذة للحياة، بما في ذلك لجنة الإنقاذ الدولية. حتى أن مبادرة عسكرية محدودة يمكن أن تشهد نزوح 60 ألف شخص، معظمهم كانوا بالفعل في حاجة ماسة إلى المساعدة الإنسانية.[154]
- قال روبرت أونوس، مدير الطوارئ في سوريا في منظمة أطباء بلا حدود: «لن يؤدي هذا التصعيد إلا إلى تفاقم الصدمة التي عانى منها الشعب السوري بالفعل خلال سنوات الحرب والعيش في ظروف محفوفة بالمخاطر». قالت منظمة أطباء بلا حدود الخيرية الطبية إن الحملة العسكرية التركية في شمال شرق سوريا تسببت في نزوح المدنيين وأدت إلى إغلاق بعض المستشفيات الرئيسية هناك، بما في ذلك مستشفى رئيسي تدعمه منظمة أطباء بلا حدود في بلدة تل أبيض الحدودية السورية.[155][156]
- قالت حركة حماس إن تركيا لها الحق في الدفاع عن نفسها وإزالة التهديدات على حدودها.[157]

### الأسواق المالية
تراجعت الليرة التركية إلى 5.88 مقابل الدولار في 10 أكتوبر مع قلق المستثمرين من رد الفعل الدولي السلبي على الهجوم. انخفض مؤشر بورصة إسطنبول في تركيا بنسبة 0.64%. في 14 أكتوبر، انخفض مؤشر بورصة إسطنبول بنسبة 5%. ارتفاع الليرة التركية في 15 أكتوبر مقابل الدولار وارتفع مؤشر بورصة إسطنبول بنسبة 1.71% بعد أن أعلنت إدارة ترامب فرض عقوبات على تركيا. يصف المحللون العقوبات بأنها «خفيفة نسبيًا» و«زينة نافذة». ارتفعت الليرة التركية إلى 5.75 مقابل الدولار في 18 أكتوبر بعد اتفاق وقف إطلاق النار مع الولايات المتحدة حيث ارتفع مؤشر بورصة إسطنبول بنسبة 3.82%.
من ناحية أخرى، ارتفع خام برنت 22 سنتًا إلى 58.44 دولارًا للبرميل، وخام غرب تكساس الوسيط الأمريكي عند 52.59 دولارًا بانخفاض 4 سنتات.

### المقاطعة الثقافية
ألغت الفنانة الإيرانية الكردية كيهان كلهر حفلًا غنائيًا في إسطنبول احتجاجًا على العدوان التركي.